# Ranschbach
Ranschbach è un comune di 659 abitanti della Renania-Palatinato, in Germania.
Appartiene al circondario (Landkreis) della Weinstraße Meridionale (targa SÜW) ed è parte della comunità amministrativa (Verbandsgemeinde) di Landau-Land.

## Galleria d'immagini

Ranschbach
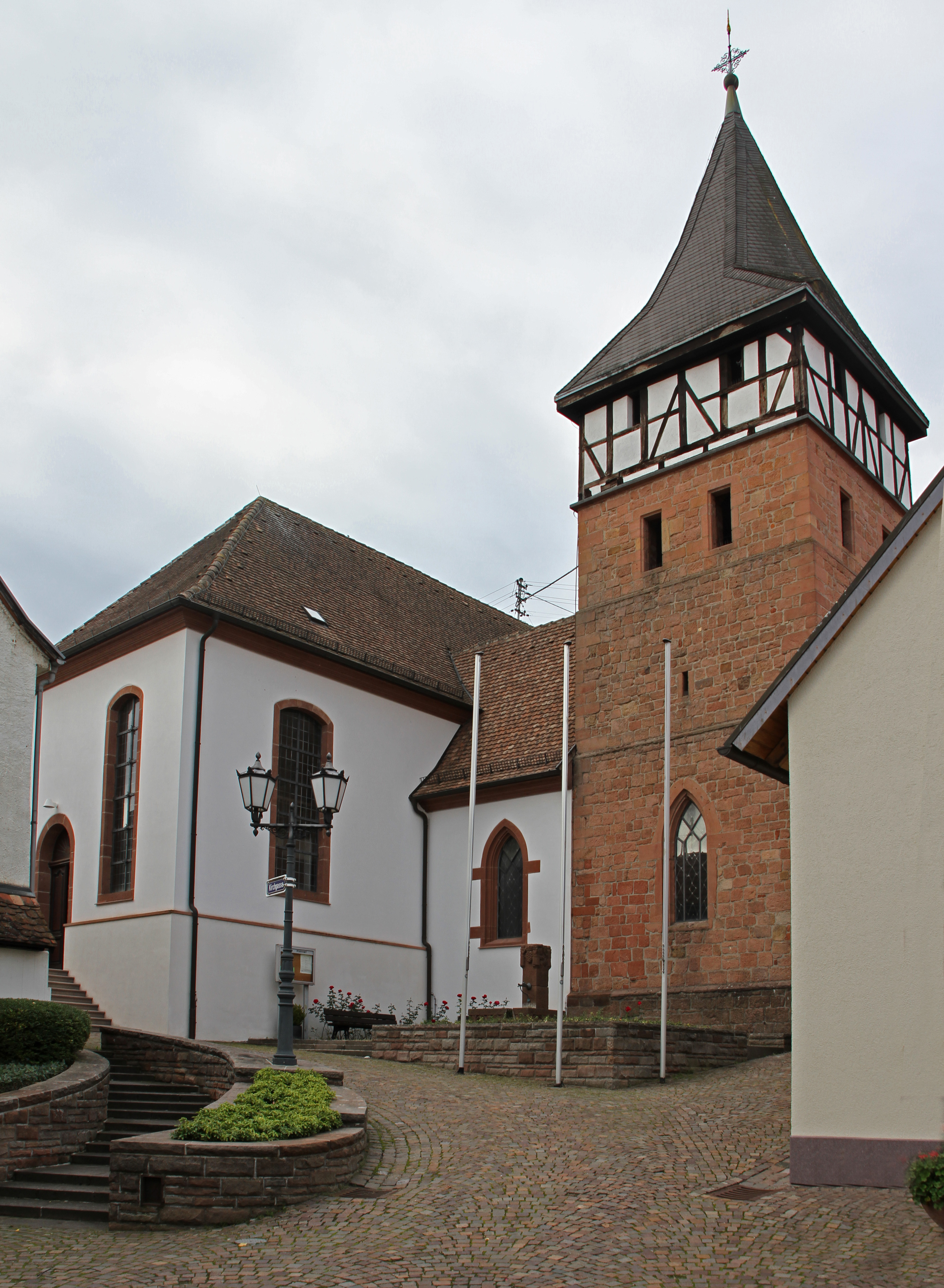
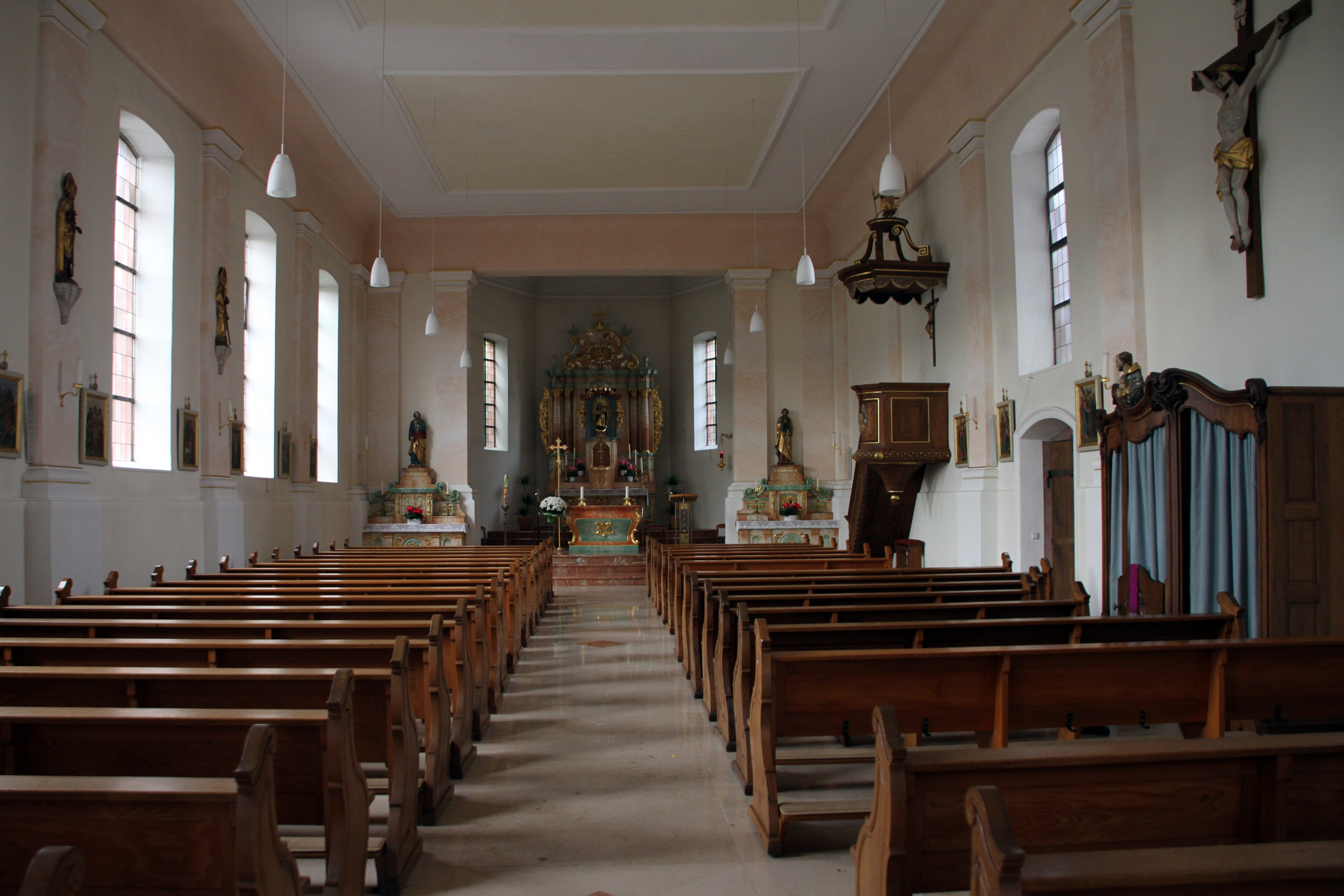
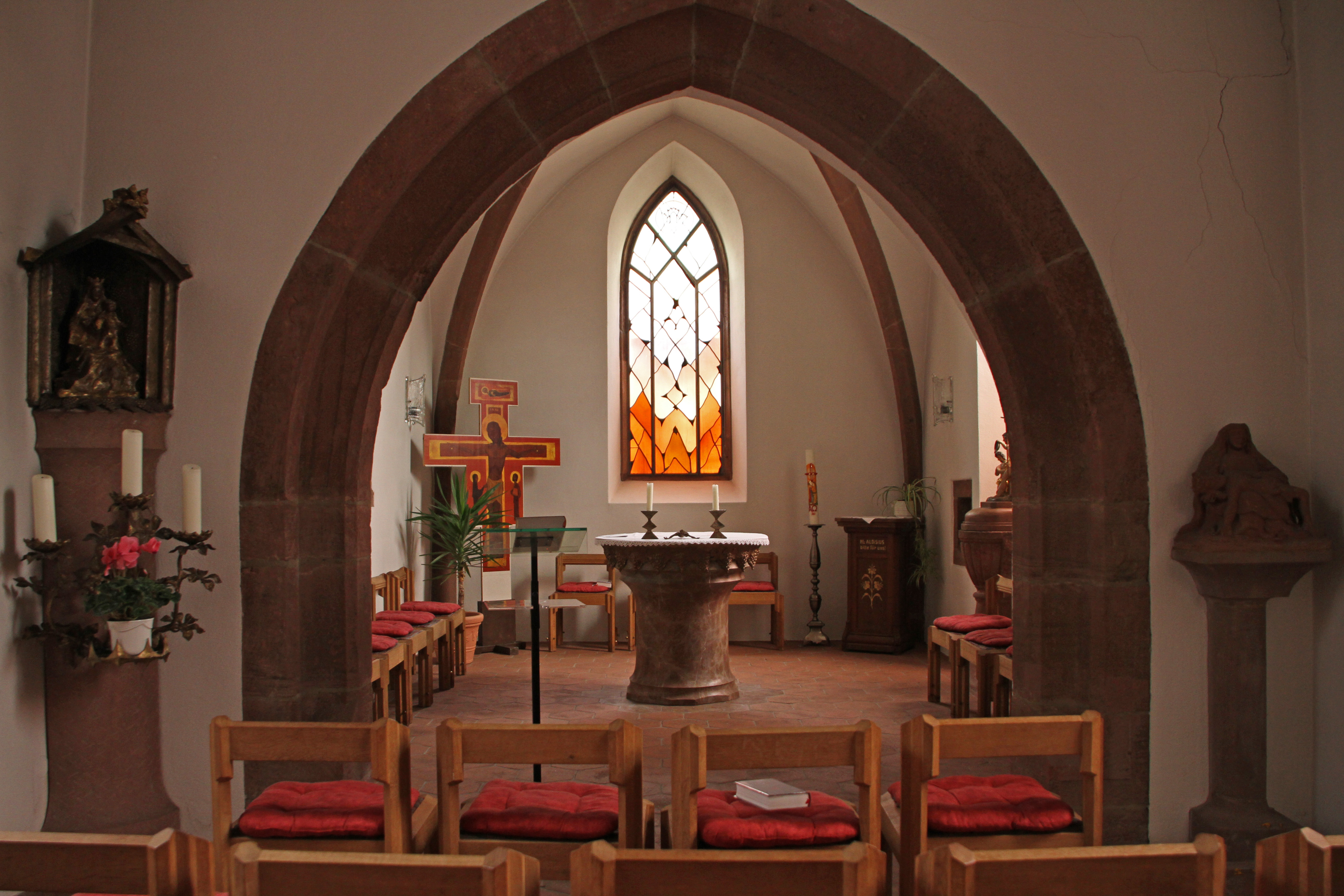
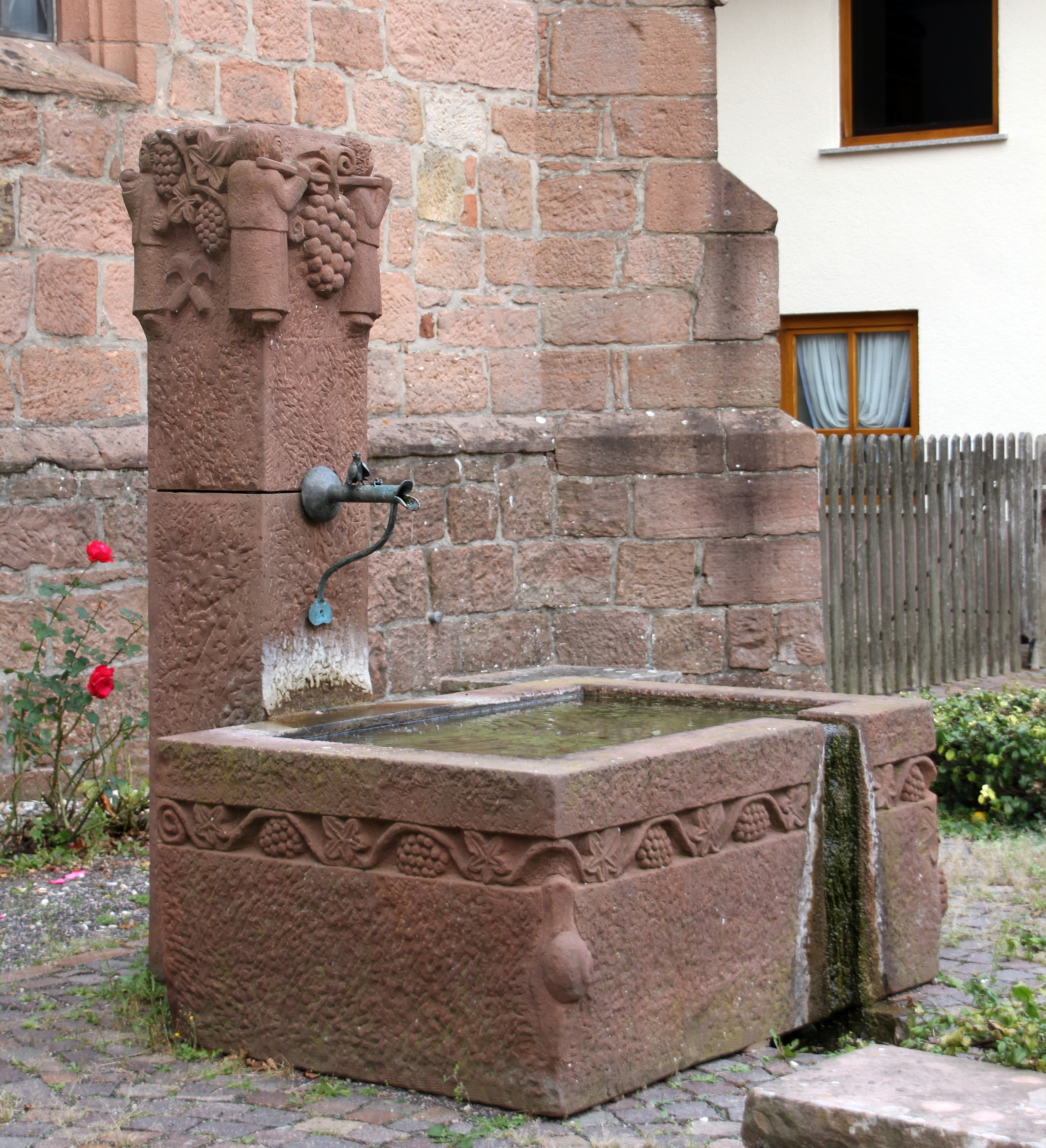
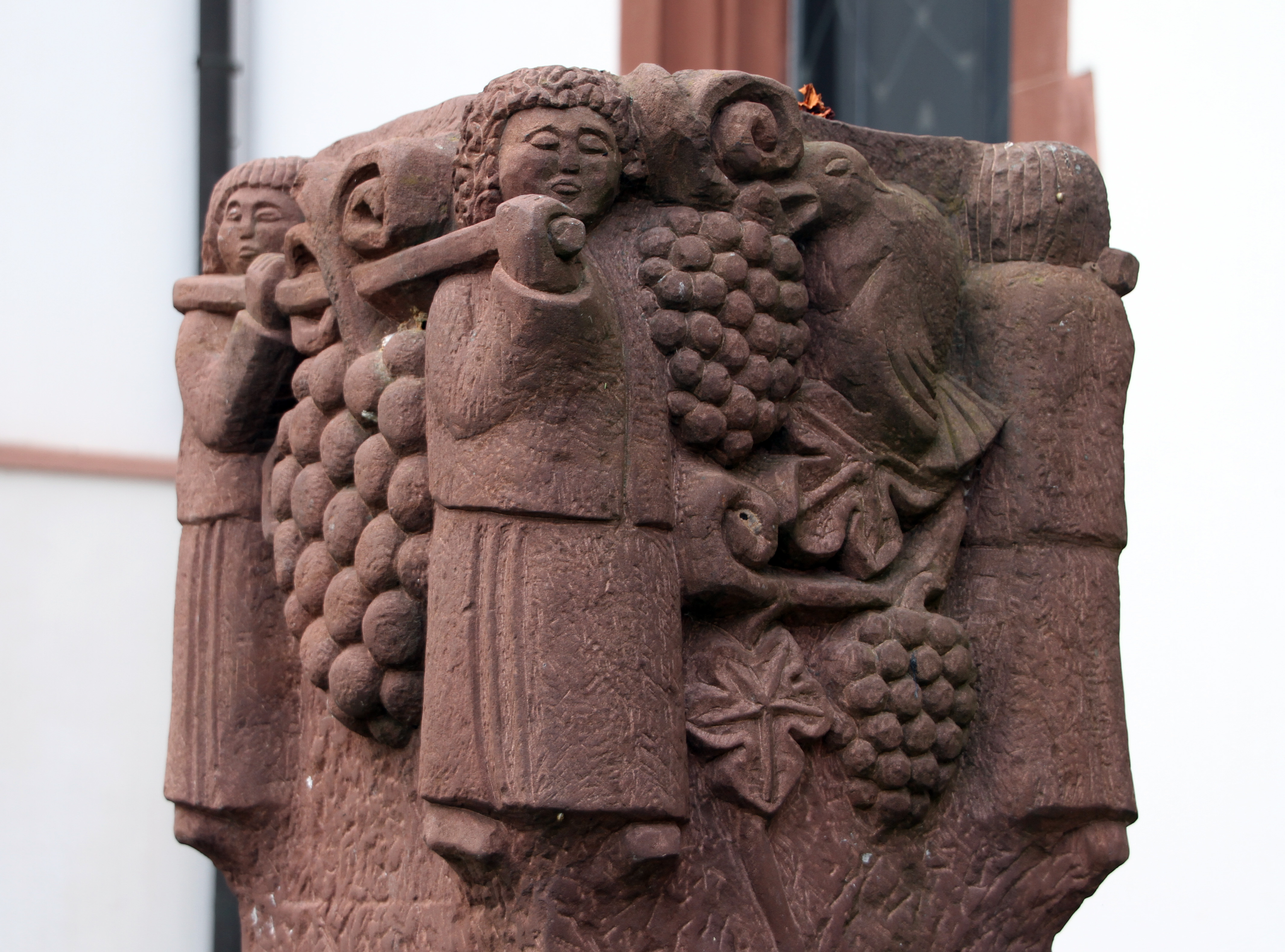
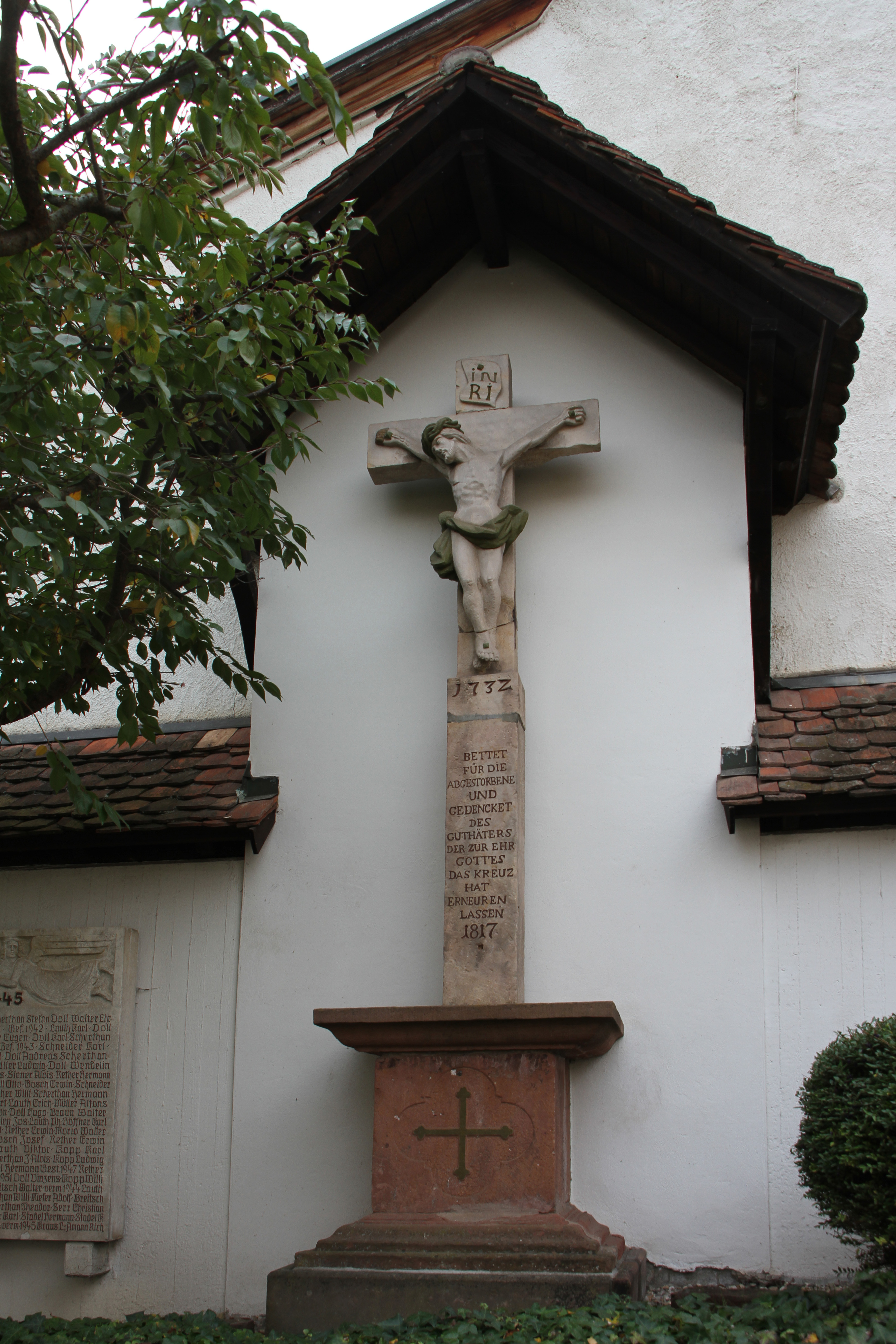
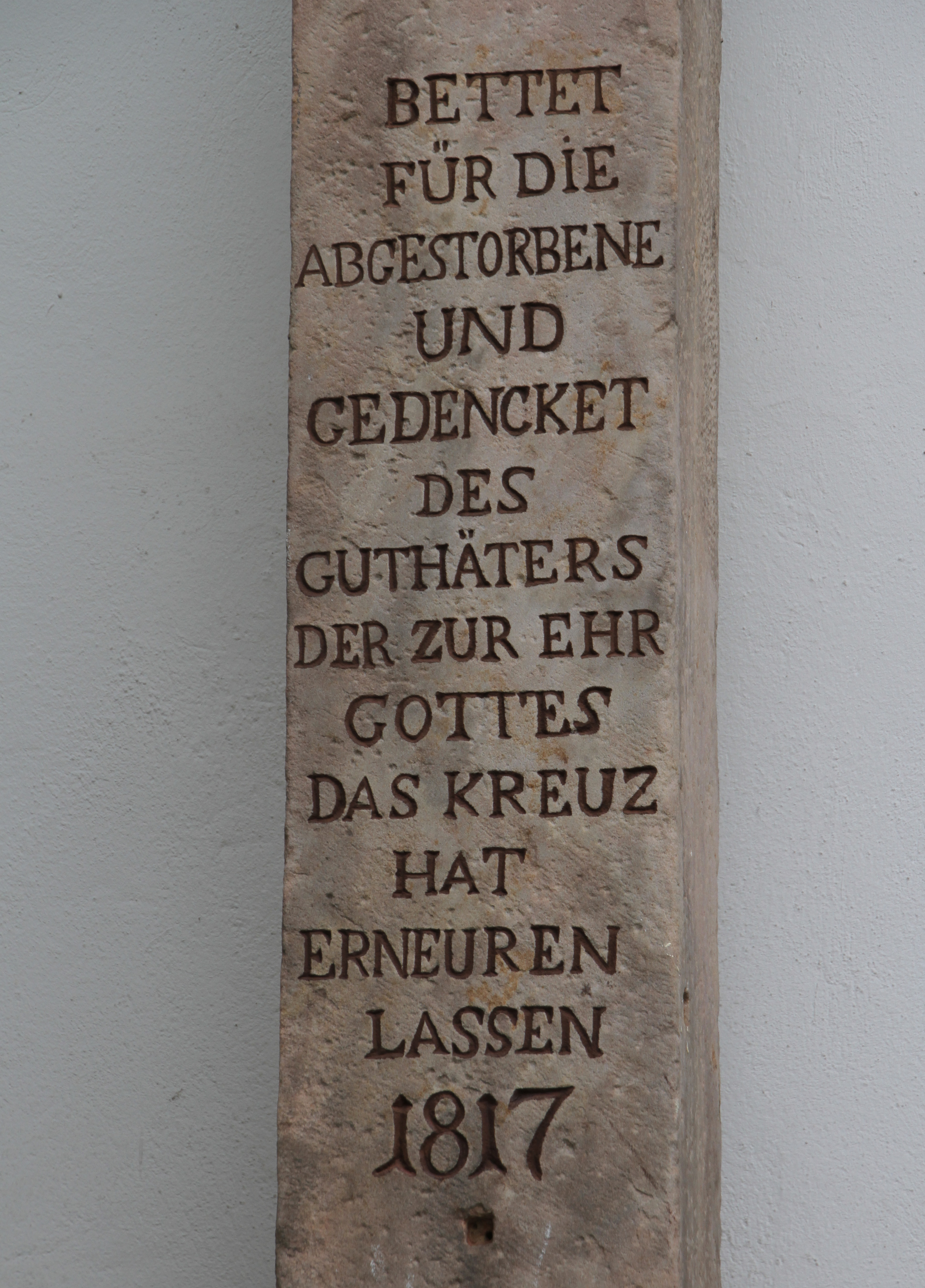
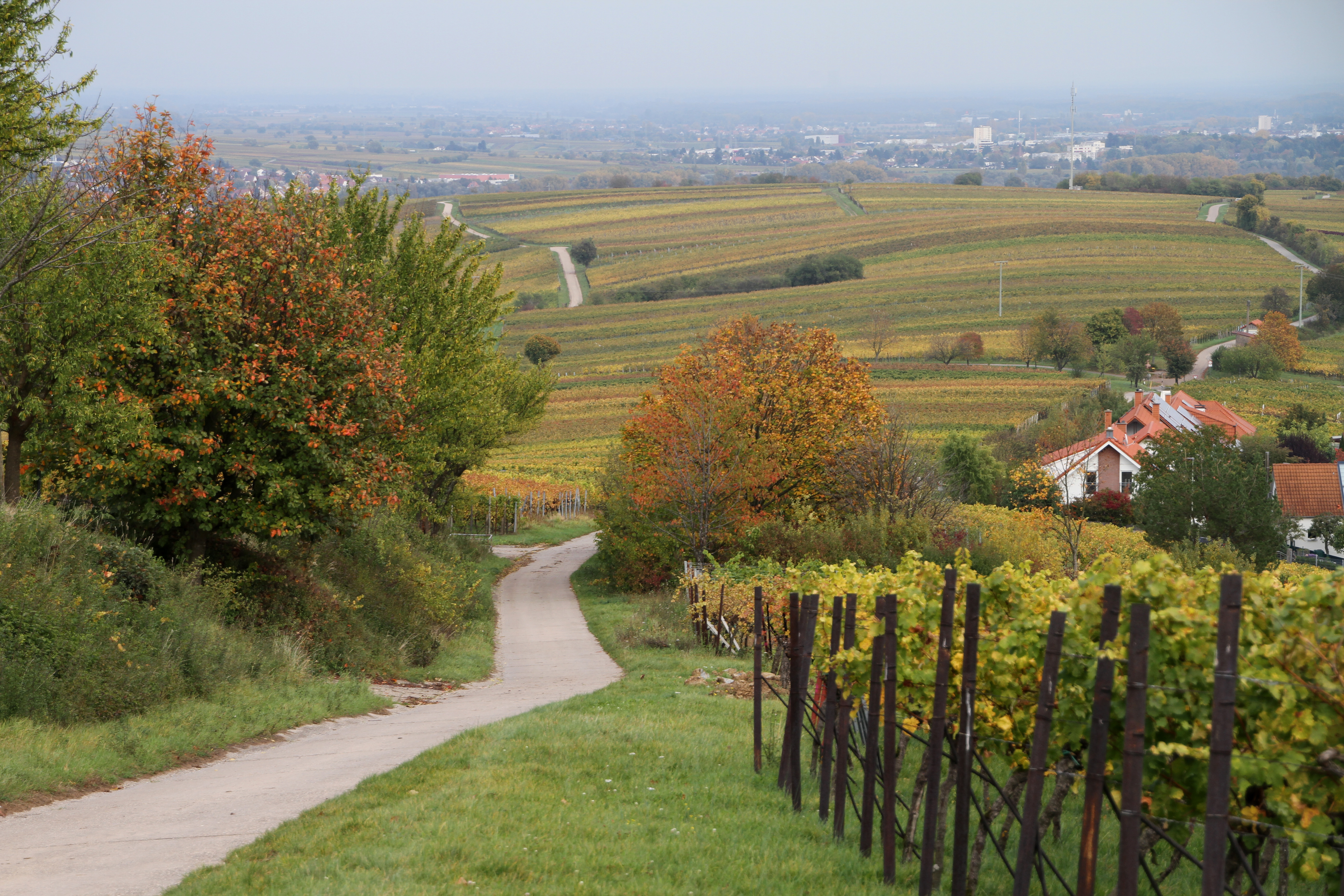
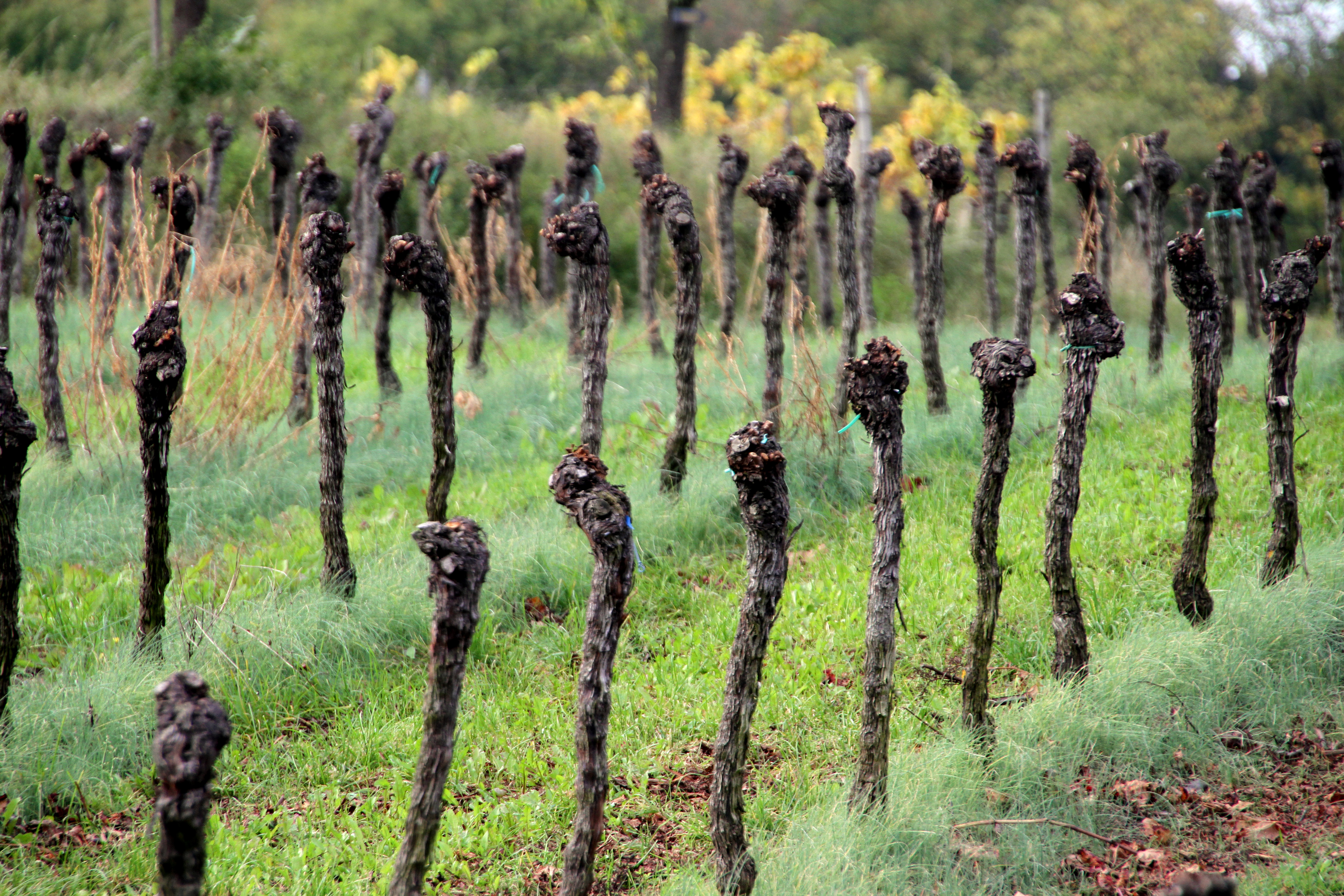
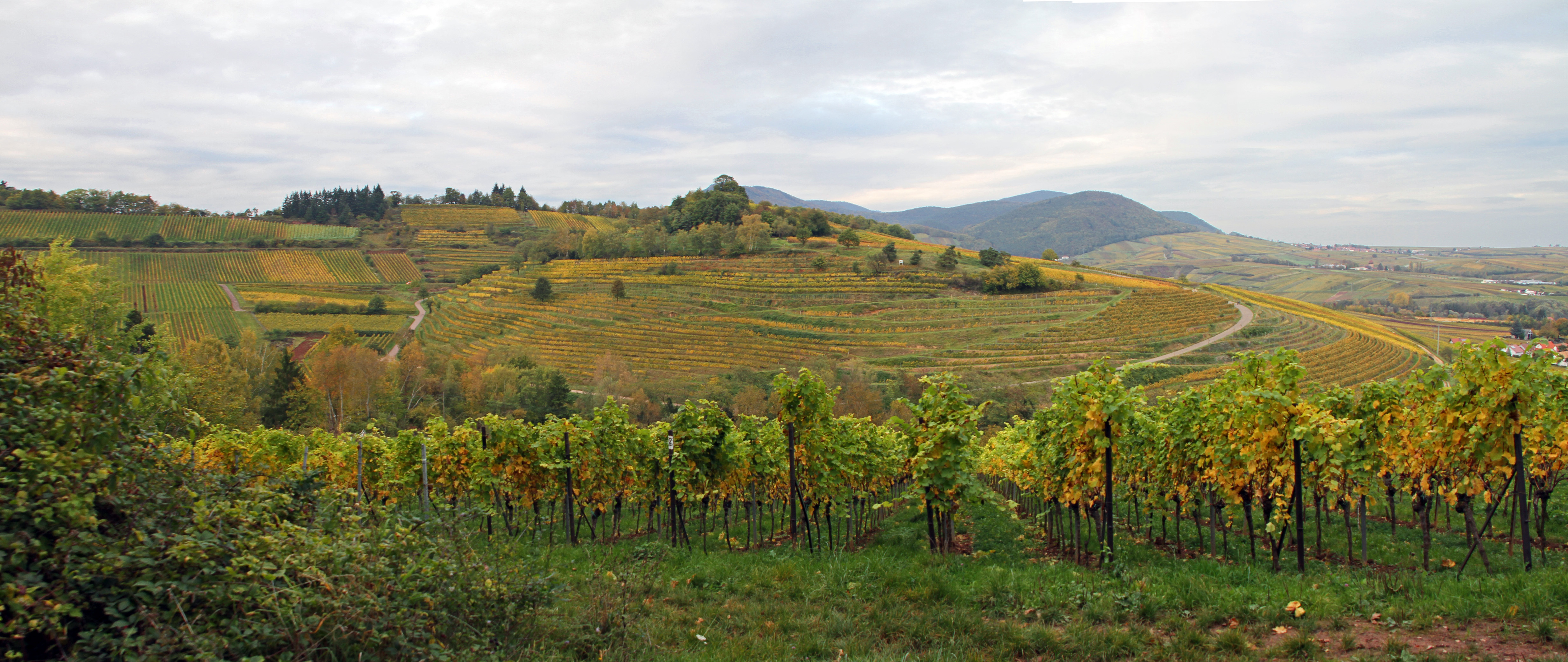